# El Cerrito (Kalifornia, Contra Costa megye)
El Cerrito város az USA Kalifornia államában, Contra Costa megyében. Lakosainak száma 25 962 fő (2020. április 1.).

## Népesség
A település népességének változása:
| Lakosok száma | 1505 | 23 549 | 25 962 |
|               | 1920 | 2010   | 2020   |